# Software de administración de bases de datos
El software de administración de bases de datos es la herramienta principal de software del enfoque de la administración de base de datos, dado que controla la creación, el mantenimiento y el uso de la base de datos de una organización y de sus usuarios finales.

## Funciones
1. Crear nuevas bases de datos y aplicaciones para ellas.
2. Mantener la calidad de la información en las bases de datos de una organización.
3. Utilizar las bases de datos de una organización para proporcionar la información necesaria para sus usuarios finales.

## Desarrollo de bases de datos
Implica definir y organizar el contenido, las relaciones y la estructura de los datos necesarios para construir una base de datos. El desarrollo de la aplicación de bases de datos implica utilizar un sistema de administración de base de datos para desarrollar prototipos de consultas, formularios, reportes y páginas Web para una aplicación de negocios propuesta. El mantenimiento de base de datos implica utilizar de sistemas de procesamientos de transacciones y otras herramientas para añadir, borrar, actualizar y corregir la información de una base de datos.
El uso principal de una base de datos por parte de los usuarios finales implica emplear las capacidades de consulta de base de datos de un sistema de administración de base de datos para acceder la información de una base de datos, con el fin de recuperar y desplegar información y producir reporte, formularios y otros documentos de manera selectiva.

## Capacidad de consulta
Es un específico importante del enfoque de la administración de base de datos. Los usuarios finales pueden utilizar un sistema de administración de base de datos para solicitar información desde una base de datos mediante el uso de una característica de consulta o un generador de reportes. 

## Mantenimiento
Se logra mediante sistemas de procesamiento de transacciones y otras aplicaciones de usuario final, con el apoyo de sistemas de administración de bases de datos. Los usuarios finales y los especialistas en información también pueden emplear varias utilerías proporcionados por un sistema de administración de base de datos para el mantenimiento de base de datos.